# Сурско-Клевцево
Сурско-Клевцево (укр. Сурсько-Клевцеве) — село, Новониколаевский сельский совет, Днепровский район,
Днепропетровская область, Украина.
Код КОАТУУ — 1221486405. Население по переписи 2001 года составляло 201 человек.

## Географическое положение
Село Сурско-Клевцево находится на берегу реки Мокрая Сура, ниже по течению примыкает село Сурско-Литовское, на противоположном берегу — село Новониколаевка.
Рядом проходят автомобильная дорога Т-0421 и железная дорога, станция Сурское в 1-м км.